# Zbyněk Žába
Zbyněk Žába (ur. 19 czerwca 1917 w Doubravicach, zm. 15 sierpnia 1971 w Pradze) – czeski orientalista, od 1959 r. profesor egiptologii na Uniwersytecie Karola. 
W latach 1953–1956 przebywał w Egipcie, gdzie był zatrudniony na uniwersytecie w Kairze. Ogłosił m.in. książkę Tesáno do kamene, psáno na papyrus; wśród jego przekładów można wymienić: Ptahhotepova naučení, Výbor z lyriky starého Egypta. 

## Publikacje
- L'orientation astronomique dans l'ancienne Egypte, et la précession de l'axe du monde. Praga: Académie tchécoslovaque des Sciences, 1953. Brak numerów stron w książce
- Papyrus vezíra Ptaḥ hotepa. Ze staré egypštiny přel.. Praga: Lyra Pragensis, t. Stráž, Vimperk, 1971. Brak numerów stron w książce
- The rock inscriptions of lower Nubia. Praga: Uniwersytet Karola, 1974. Brak numerów stron w książce